# Hans Jákup Glerfoss
Hans Jákup Glerfoss (født 19. november 1937 i Mikladalur, død 17. januar 2010) var en færøsk kunstner og forfatter. Han blev født i Mikladalur på Kalsoy, Færøerne, men voksede op hos sine bedsteforældre på naboøen Kunoy. Som 14-årig flyttede han til Klaksvík for at arbejde. Han prøvede at arbejde som sømand og som tømrer. Da han var 27-år gammel blev han kunstner på fuldtid. Han blev mest kendt for sin kunst, men udgav også tre digtsamlinger, for hvilke han i 1969 modtog Færøernes litteraturpris.

## Udgivelser
- 1966 – Til B (digtsamling)
- 1967 – Fjallafossar (digtsamling)
- 1969 – Kvirra í reyðum og bláum (digtsamling)